# Saint-Nazaire-de-Valentane
Saint-Nazaire-de-Valentane một thị xã và xã ở tỉnh Tarn-et-Garonne trong vùng Tarn-et-Garonne, Pháp.